# ゲイングランド
『ゲイングランド』 (GAIN GROUND) は、セガの固定画面シューティングゲーム。日本では、1988年11月よりアーケードゲームとして稼働を開始した。アーケード版のシステム基板はセガ・システム24を使用している。
後に家庭用ゲーム機やPC用ゲームとして移植版がリリースされている。詳細は#他機種版を参照。
アーケード版はゲーム誌『ゲーメスト』の「第3回ゲーメスト大賞」にて大賞5位、ベストアクション賞8位、編集部特別賞を獲得した他、ゲーメストムック『ザ・ベストゲーム』では28位を獲得した。

## 概要
プレイヤーたちはSF的な世界観のもと、多彩な性能を持つキャラクター群よりセレクトし、暴走した戦闘仮想体験遊戯施設「ゲイングランドシステム」を沈黙させる（ゲームクリア）ことを目指す。プレイ人数は日本版では1～2人、海外用特殊筐体版では1～3人。当時としては高い画面解像度を持つ同社業務用システム基板「システム24」のスペックを活かし、緻密で戦略的なゲーム内容となっている。
開発はセガ第一研究開発部（後のセガ第1AM研究開発部）が行い、原作はマック・オースティン、企画は後にメガドライブ用ソフト『時の継承者 ファンタシースターIII』（1990年）を手掛けたヤン・ワットが担当、音楽は後にアーケードゲーム『ゴールデンアックス』（1989年）を手掛けた高田陽とアーケードゲーム『スーパーハングオン』（1987年）を手掛けた林克洋が担当している。

## ゲーム内容

### システム
8方向レバーと2ボタン（ウエポン1（メイン）・ウエポン2（サブ）の2種）でコマンドと呼ばれるキャラクターを操作。2種類の武器で武装した20人のキャラクターから一人を選択しステージ内の敵を倒す。敵を全滅させるとステージクリア。ボス面の一部を除きステージには出口(EXIT)があり、敵を全て倒すことが不可能な場合は、出口まで行くことで次のステージでそのキャラクターを使用できる。手持ちキャラクター全員が出口から出てもステージクリア。ただし、敵を全滅させると10,000点のボーナス得点が入り、連続すると10万までは1万刻み、100万までは10万刻みの最高1,000,000点まで上昇する為、如何にステージ全滅クリアを継続させるかが高得点プレイの鍵となる。なお、全滅ボーナスは1回でも未達成となると次の達成時に最初の10,000点からやり直しになってしまう為、面後半での全滅未達成はそれだけで数百万点の差を生むことになる。
ステージにはタイム(標準120秒)の設定があり、左上に表示されキャラ選択の間でも秒数が減っていく。1人も脱出しないうちに手持ちキャラクターが全滅するか、タイムオーバーとなるとゲームオーバー。脱出したキャラクターがいる場合、それ以外が全滅、またはタイムオーバーになっても、脱出したキャラクターのみが手持ちキャラクターとなって次の面が始まる。タイムの残りが30秒を切ると「hurry up」と警告メッセージが画面下部に表示され、タイムが残り少ないことを表示してくれる。（さらにタイムが少なくなると表示間隔が短くなる）

このhurry upが表示されるタイミングはBGMのメロディで必ず決まっているため、上級者であれば左上のタイムを見なくても残り時間がだいたいどれ位かをBGMだけで判断することが出来る。またタイムについては筐体側設定に依存しており、標準120秒の他150秒、200秒の設定にも変更が可能。そのため、150秒・200秒の筐体については難易度が易化すると合わせ、普段聞くことの出来ないBGM後半部をプレイ中に聞くことが可能である。
敵はステージ開始時に配置されているものの他に、特定位置にキャラクターが来たり、特定の敵が倒されたりすると増援として出現するものもある。出現していないものも含めて、ステージ内の敵の残存数は右上に明示されている。
面数は全4ラウンド・各10ステージの全40面。面数を示す際には"ラウンド数 - ステージ数"と表記される。ラウンドは順に、原始時代・中世・近世中国・未来という世界観で統一されている。開発時は未来面の前に現代面が用意され、全50面となる予定だったが、プレイ時間が長くなりすぎる等の理由で入らなかった。(メガドライブ版には収録）
プレイヤーキャラクターも、原始時代（槍・弓）・中世（魔法）・近世（手榴弾・ブーメラン）・現代（ライフル・サブマシンガン）・未来（大火力砲）に各4人ずつ、となっている。

### 捕虜
ステージの多くには赤青黄白に点滅する捕虜となっているキャラクターがいる。捕虜はプレイヤーキャラクターが接触することで各々1人だけ救出でき、そのまま一緒に出口まで行くことで次のステージから使用可能になる。
ステージ1-1,1-2については、捕虜となっているキャラクターが「助けて！」（日本語版）と吹き出しセリフを出しているので、視覚的にも捕虜ということが分かりやすくなっている。なお、捕虜を救出せずEXIT近くまで行くと「待って！」（日本語版）という懇願の吹き出しセリフを見ることが出来る。
敵の攻撃に倒れたキャラクターはその場で捕虜状態となる。元々配置されていた捕虜同様に、次のプレイヤーキャラクターで接触して連れ出せば救出できる。
ただし、捕虜を連れた状態で被弾すると操作中のキャラクターのみが捕虜化し、連れていた捕虜は消滅して以後そのプレイでは現れなくなる。初期の3キャラクターを除き、コンティニューでは復活しない。
また、操作可能なキャラクターの残数が捕虜の残数に満たない場合、あるいは敵の猛攻や残り時間などにより救出を諦めた場合、出口がなく救出が不可能なステージの場合などでも、救出されなかった捕虜はやはり同様にゲーム中は二度と現れなくなる。
捕虜は最初の3人以外に17人のキャラクターが存在するが、一部のキャラは2人以上各ステージに登場することがある。その為一人プレイでも全員救出した場合、手持ちキャラが20人以上となる場合がある。（標準ではバーバル・マース・サイバー・マムの4人)

### 段差（高低差）の概念
ゲーム画面は上部からやや俯角を持って見下ろした2D画面で、段差（高低差）の概念が存在する。
武器にも各々軌道が設定され、放物線等の高低差を持つ攻撃では高い所や低い所の敵への攻撃や遮蔽物を飛び越す攻撃が可能。武器性能として自動で高度を変更されるものもあるが、それ以外は角度や高度、距離の調節はできない。発射位置や向き、もしくは、キャラクター自体の使い分けで対処していく必要がある。
キャラクターが段差（高低差）攻撃を行える場合、キャラ選択画面の武器のアイコンで「Ｈ」と表示される。なお、平地向けの「Ｌ」「Ｍ」であっても、一部の武器は低い所への攻撃出来たり、高い所のみ攻撃判定を持てるキャラクターも存在する。
遮蔽物や建造物の高度差も単一ではなく、様々なサイズがある。

### 二人同時プレイ・三人同時プレイ
本ゲームは二人同時プレイが可能で、その場合1P側は左側で赤を基調とした、2P側は右側で青を基調としたキャラクターカラーとなる。一人プレイ時よりも初期配置されている捕虜が若干増え、また一部のキャラクターは原始時代や中世時代に早々に出てくる為、活躍の機会が増えると同時に攻略が易化する。また、キャラクター選択や位置取りが重要な本ゲームにおいて、平地・段差攻撃の分担や敵引きつけなどが行える二人同時プレイは一人プレイ時よりも難易度が下がる。また二人プレイでは片側でワザと被弾し、捕虜化したキャラクターを別プレイヤーがEXITまで回収する、プレイヤー間のキャラクター受け渡し（人数調整）も可能。
また、海外版の基盤の一部には三人プレイに対応したバージョンが存在する。その場合、3P側は真ん中で黄を基調としたキャラクターカラーで登場する。二人プレイよりも捕虜が多く出る割には敵の数がそれほど多くないため、難易度はかなり低くなる。このバージョンは長らく幻とされてきたが、Nintendo SwitchのSEGA AGESにて初の復刻を果たし普通にプレイ可能となっている。

### 仕様・バグなど
- 発売後ステージ4-8にて、8つある固定砲台を破壊しても敵の残数に反映されないバグが発覚し、敵を全て倒してもステージクリアが不可能な事態となった。この致命的なバグにより、「その後のステージ攻略に必要なメンバーだけ脱出させ残りは全滅させる方法」を取らざるを得なかったが、このステージに到達した多くのプレイヤー達は「これは本作の世界観やストーリーに反しない、目的達成のための自己犠牲行動」という好意的な解釈をした。後にこのバグを修正したバージョンも出回り、件の固定砲台をノルマから除外して手前に配置されたロボット4つのみ破壊することでクリア可能となったが、これによりバグ修正前の攻略法が無意味となり、全体の難易度とゲーム性が大幅に落ちたため、特に以前からのプレイヤーからはあまり支持されていない。事実、ゲーメストやアルカディアのハイスコア集計はこのバグを含むバージョンに限られている。
  - なお家庭用に移植された作品の内、SEGAメガドライブ版(現代面が追加された為5-8に移動）やPC-Engine版は固定砲台を撃破すると敵の残数からマイナスカウントされるよう本来意図した調整がされている。またPlayStation 2版も3Dでリメイクされたものでありながら4-8バグを再現したモードが搭載されており、プレイヤーはバグの有無を選択可能となっている。さらに完全アーケード復刻となったNintendo Switch版にもバクフィックスバージョンにする設定が搭載されており、バグの有無を設定可能である。
- 3-10はボスを倒すと自動的にクリアとなる。このときザコ敵を残していると連続パーフェクトのボーナスが途切れてしまい、全て倒した場合に比べ約700万点のマイナスとなる。
- 2人同時プレイの場合、捕虜に同時に接触することで両プレイヤーとも捕虜を得ることができる。成功しても捕虜は1人しか表示されていないのでその場ではわからないが、捕虜を連れていないように見えるプレイヤーが先に出口に入ると、成功していれば見えている捕虜がそのあとをついていき、障害物も無視して動く。
- 時間で出現するものを除き、画面外の左右や上で待機している敵には命中判定がある。このうち、右側以外で待機している敵は倒すことはできないが攻撃は当たるので、攻撃を当て続けることによって得点を稼ぐことができる者が居る。なお、右側で待機している敵は画面外への攻撃で倒せるため、この稼ぎは使えない。
- 3-1、3-2で出現する砂虫について、ダメージが与えられない砂漠に潜伏中でも攻撃を当てることで得点が入る。ジェネラルなどの連続的に攻撃を加えられるキャラクターでこれを行うとかなりの勢いで得点が入り、時折「得点表示に数字以外が表示される」などの状態になることがある。これは、16進法を各10進法の桁に代入した値が正しい得点である。例えば103BCF25点は、B→11、C→12、F→15で、10423525点に相当する。少しでも点数が動けば元に戻る。
- 高さの概念がおかしくなる場合があり、敵や攻撃に当たらなくなったり、プレイヤーの攻撃も当たらなくなってしまうことがある。
- 敵同士が画面外でぶつかりあって動かなくなってしまうことがあり、倒せなくなってしまうことがある。
- 1-10の下側にある石像は、アスラまたはガスコンで選択直後の無敵状態で体当たりすることによって倒せる。他のキャラクターでは無敵状態中に到達できないため不可。
- 脱出口ぎりぎりの地点でわざと被弾して捕虜状態となった後、捕虜を掠めるようにして脱出すると救出していないのに捕虜奪還の効果音とともに救出した状態になるバグがある。これを利用しキャラクターを登場数以上に増殖させることが可能になる。
- 敵はほとんどの場合、プレイヤーを正確に狙うのではなく、少し左側を狙ってくる。よって敵の射程内では、右より左側に移動する方が危険性が高い。
- アーケード版は自キャラクターがEXITから脱出してタイム・手持ちキャラクターが1以上残っている場合、キャラクター選択画面に移りステージ進行が継続すると合わせ、敵に対して発射した武器の移動・当たり判定が残る。武器の射程内なら脱出後遅れて敵を倒すことが可能。これを利用して、捕虜を連れて脱出した際に敵に向かって武器を発射して敵を倒し、タイム短縮と捕虜救出と全滅ボーナスを両立させる省人数テクニカルプレイがハイスコアプレイに求められた。他機種版では脱出後に発射武器ごと消えるため上記のようなプレイは不可能。

## ストーリー
世界連邦政府の発足により、人間社会は飢えや窮乏、差別から解放された。

だが、地球上の各地にて原因不明の青少年の自殺が急増しており、連邦政府のもとで研究がすすめられ、

社会から争いがなくなったことによる「闘争本能の未分化」が原因とみなされ、

解消の手段として、この種の本能を過度に刺激し生存の目的を持たせることが有効であると判明した。

連邦政府は巨費を投じて疑似体験装置「ゲイングランド・システム」を開発し、

青少年指導の一環としてこのシステムを使用することを積極的に奨励した。

このシステムは稼働後青少年の自殺を減少させる良い成果をもたらしたものの、

ある日突然暴走し、システム内部にいた大勢の人間が閉じ込めれられ犠牲となってしまった。

連邦政府は何度も救出隊を派遣しシステム内に取り残された人命を確保しようとしたものの、

悉く失敗した為やがて政府内の一部の人間からは多少の犠牲を強いてでも本システムを破壊すべしという強硬論が出るようになった。

そこで連邦政府は最後の救出隊を結成、システム内に送り込み、

この作戦が失敗した場合は外部からのシステム破壊も止む無しという結論での作戦を立案

ゲイングランド・システムに作戦最後となる救出隊の３人を送り出した…

## ステージ・ラウンド構成
ステージは4つの世紀(EPOCH)で構成され、その中にラウンド1～10が存在し、合計で全40面（アーケード版）

メガドライブ(MD)版はアーケード3面と4面の間にラウンドが10追加され、合計で全50面と当初の設計通りとなっている

LAST STAGE(ラウンド10)はどのステージでもその世紀を象徴する大型ボスとの対決となり、中世以外ボスを撃破しなければ次のステージに進む事が出来ない。

ステージ4(MD版ステージ5)のLAST STAGEはゲイングランド・システムを守るガーディアンとの戦闘で、これを撃破するとゲームクリア。

BGM名にもあるとおり、各ステージは起承転結がイメージされている。

また、BGMはフレーズが決まって演奏されるため、タイムを見ずに後何秒かというのを判断することが出来る。

| ステージ | 時代      | BGM名                             | ボス             | 特徴 |
| -------- | --------- | --------------------------------- | ---------------- | --- |
| 1        | 原始 時代 | 原始 ～起～ (勇者の テーマ)       | 双頭像           | ゲイングランドの最初となる、槍や弓などを使う原始人との戦い 敵の動きも遅く飛び道具もそれほど遠距離に届かない 最初のステージだけ有って平地か高所の2箇所にしか敵がいない為 コマンド選択はそれほど苦労しない 中ボス的な存在として1-8,1-10には耐久力高の魔神像が火を吐く LAST STAGEのボスは双頭像で4体の魔神像を全て撃破すると実体化 双頭像は放射状に火を吐くと合わせ目の前にいくつか火柱があり 原始・中世コマンドのメインショットが一部無効化されるため その他のキャラで攻撃する必要がある |
| 2        | 中世      | 中世欧州 ～承～                   | 巨大戦士         | 鎧で身を固め剣や弓を持つ中世ローマ風戦士の敵との戦い この面から画面半分以上到達する飛び道具がある為位置取りが重要 またスライム・半魚人の魔物、テレポートして炎を投げる魔法使い等 難易度は原始時代より上昇 面段差による高所・低所の敵も多い為、原始時代コマンドが活躍する LAST STAGEボスは巨大戦士で画面上部のEXIT付近から一定範囲を往復 剣から稲妻を出し攻撃するが画面下に降りてこない為射程外からなら 一方的に当てられるのでボス自体の攻略は容易 ボス面で唯一EXIT有の為、ボス未撃破でも次のステージに進める。 |
| 3        | 近代 中国 | 革命前中国 ～転～                 | 剣魔神（赤・青） | 銃や爆弾、もしくは火吐きで武装を固めた革命前夜の中国での戦い 基本銃装備で遠距離攻撃・連射量多でまた敵接近スピードも速い為 自キャラの攻撃範囲とタイミングが非常に重要になる 面段差、特に塹壕（低所）敵が多い為放物線サブ武器所持コマンドは必須 LAST STAGEのボスは天部像に似た剣魔神で画面上部で一定範囲を往復し 範囲内では双剣を振回しつつ射程無限の炎を吐いてくる。 ボスは唯一赤・青の２体おり、両方とも撃破してクリアとなる。 但し、周囲の雑魚を全滅前に2体とも撃破してしまうと全滅とはならず 全滅ボーナスを取得出来ない為、攻略順には注意する必要がある。 |
| (4)      | 現代      | MegaDrive Original Stage ～現代～ | 装甲車           | SEGAメガドライブ版オリジナルステージで、軍隊との現代世界での戦い 面構成は道路や駐車場、室内、さらにはゲームセンターがあり 当時のSEGAイーグレットや特殊筐体が描かれている 基本軍兵士は銃装備で、爆弾投擲がある上、敵の密度が高く 捕虜を救出する場合はどの敵を残すかの戦略を求められる 面段差が原始時代と同様で、遮蔽物裏の敵がいる面構成もあり ブーメランや投擲武器を利用して遮蔽物向こうから敵を倒す必要がある また破壊不可で触れるとミスになる自動車が障害物で往復する面があり 自キャラの位置には常に注意しなければならない LAST STAGEのボスは装甲車、最初12人いる兵士撃破後格納庫より登場 画面内をゆっくり動き砲台から四方にわたり弾を放出する 弱点はその砲台だが耐久力は意外にも低い |
| 4 MD版5  | 未来      | 未来ロボット ～結～               | ガーディアン     | 最終ステージで人型・節足歩行ロボや浮遊ドローンとの未来世界での戦い このステージのみゲームオーバー時にコンティニューが不可 さらにラウンド中捕虜０の為今まで救出したキャラのみで戦う事になる 全般的に高耐久力・射程無限・連射量多の敵キャラが多く難易度は最高 但しステージは段差が一切無く平地攻撃コマンドのみでも攻略は可能 （ロビーやサイバーは平地キャラ扱いとなる） 4-8(MD版5-8)は4体の節足ロボの他、定間隔でレーザーを無限に発射する 固定砲台が8機あり、段差攻撃出来るキャラで撃破は可能 旧バージョンはこれを撃破してもカウントされないバグがある為 全滅ボーナスを打切り、後のラウンド攻略に必要なキャラのみ タイムアップまで脱出させる必要があった。 （ACバグフィックス版は節足ロボ４機撃破カウント修正の為全滅が容易） （MD版は固定砲台も撃破カウントされる為、本来の仕様に戻っている） LAST STAGEボスのガーディアンは放射弾・ミサイル・爆弾攻撃を行う ガーディアンはラウンド開始数秒後に画面上部で起動後攻撃を開始するが 時間がかかるにつれバリケードを破壊し画面下部まで降りてくるので ボスへの攻撃はある意味速攻で行う必要がある ある中世コマンドサブ攻撃が特効持ちでほぼ１撃でボス撃破可能 撃破後暴走したゲイングランド・システムと分かる演出でEDとなる。 |

## キャラクター
「メイン」列の左・中・右の文字は、キャラクターのどの位置から弾が発射されるかを大雑把に示した物である。

壁の隙間を縫う射撃などに影響する。

また「メイン」「サブ」列の数字は、一度に何発まで発射出来るかの数を示す。

「段差」列については、高所、低所に対して攻撃を行えるかどうかの表記。

メイン武器の攻撃力は一律で1。サブ武器は特記の無い場合、同様に1である。

救出したキャラクターの並びについては下記Noの順番に配置され、ステージ開始後、
・基本は原始時代のキャラクターが最初に表示される。
・
キャラクター選択はレバー下で原始時代→中世系→現代系→未来系→近世系（女性）→原始時代（レバー上は左記の逆順）
・キャラクターの数が多くなると平地雑魚敵やボス敵に強い現代系キャラクター選択まで時間を要し攻略時間が減少する為、
　
場合によりワザと救出しない選択も必要になる。（特に1Pプレイの場合）
キャラクターの選択表示では左上にウェポン２（サブ）がどの方向に、どのような攻撃を行えるかのアイコンが表示されている。
・表示されているアルファベットは「Ｈ」は段差攻撃、「Ｌ」は平地攻撃、「Ｍ」は魔法攻撃を示す。
・アルファベットの周りに「▲」で示されるものは攻撃可能方向で、８方向攻撃可能なら全方向「▲」となり、
　前方固定攻撃なら上のみ「▲」、左右同時攻撃なら左右「▲」となる。
・キャラクターの組み合わせは大体において「８方向攻撃可能」か「前方固定攻撃」でカテゴリされており、
　前方固定攻撃のキャラクターは８方向攻撃可能キャラクターに比べメイン・サブの射程が長めに設定されている傾向がある。
・但し現代系に限り、左右同時攻撃キャラクターが前方固定攻撃キャラクターよりも射程が長い。
・なお魔法攻撃は全キャラクター中、中世系の４人のみ所持であり、さらに４人とも全く異なる攻撃方法が割り付けられている。
下記表中のキャラクター名の太字は初期及びコンティニュー時に必ず登場するキャラ。

登場面は、アーケードの1Pプレイ時に出現するラウンド・ステージ数である。
| No | 時代            | キャラ名          | 武器                | メイン | サブ           | 段差 | 射程 | 移動 | 登場面  | 説明 |
| -- | --------------- | ----------------- | ------------------- | ------ | -------------- | ---- | ---- | ---- | ------- | --- |
| 1  | 原始時代        | アスラ            | 槍                  | 右2    | ８方向1        | 可   | 短   | 最速 | 初期    | 初期メンバーの1人でスキンヘッド古代戦士 射程は短いが移動は最速 キャラ健在の場合必ず１番目表示の為 平地敵掃討後段差敵処理や捕虜救出に向く |
| 2  |                 | ガスコン          | 槍                  | 右2    | 前方固定1      | 可   | 短   | 最速 | 2-6     | 金髪ロンゲの古代戦士 基本的な性能はアスラと同じ サブ段差攻撃は前方固定となるが メイン・サブ共射程はアスラより長い なお、アーケードのインストカードには アスラとして紹介されている |
| 3  |                 | バーバル          | 弓                  | 中2    | ８方向1        | 可   | 長   | 速   | 1-2 3-1 | ドワーフ風の老弓兵 アスラより足は遅いが射程が長く 原始時代から仲間に出来るため サブ放物線段差攻撃での出番はかなり多い 全ステージで活躍の場を持つ重要キャラで 1Pプレイ時に2人確保可能 |
| 4  |                 | マース            | 弓                  | 中2    | 前方固定1      | 可   | 長   | 速   | 2-6 3-2 | 若者風の弓兵 基本的な性能はバーバルと同じ サブ段差攻撃は前方固定だが メイン・サブ共射程はバーバルより長く 原始時代キャラで最長の射程を有す 中世・近代の対高所向け重要キャラで 1Pプレイ時に2人確保可能 |
| 5  | 中世系          | ファイアー ナイト | 魔法弾 炎の魔法     | 中3    | 前方固定3      | 低所 | 中   | 遅   | 1-6     | チェインヘルムを被った口ひげの騎士 サブ炎の魔法は攻撃力3の前方固定射出だが 地雷的に設置でき、低所にも攻撃可能 メイン魔法弾は一部の障害物を通過可 アーケードインストカードには鎧ヘルムの デザインが異なるキャラが掲載されている |
| 6  |                 | ウォーター ナイト | 魔法弾 水の魔法     | 中3    | ８方向2        | 不可 | 中   | 遅   | 2-5     | 三つ叉槍を使う目隠騎士 サブ水の魔法は敵に当たると敵が回転し 一定時間無力化する為、突進する敵や 敵を足止めしつつ捕虜救出に幅広く活躍 メイン魔法弾は一部の障害物を通過可 |
| 7  |                 | ザエモン          | 魔法弾 風の魔法     | 中3    | 右回り1        | 不可 | 無限 | 遅   | 2-3     | 大糸縅鎧を着こむ武士 攻撃力3のサブ風の魔法は轟音と共に 右回りに回転し壁や敵に当たると 反射して画面外に消えるまで出続ける 対4-10ボス用特効キャラ メイン魔法弾は一部の障害物を通過可 |
| 8  |                 | グロウ ナイト     | 魔法弾 光の魔法     | 中3    | 周囲4          | 不可 | 周囲 | 遅   | 1-1     | アイアンヘルムを被った騎士 サブ光の魔法は自機を右回転で取り囲む 攻撃力3の光の玉を４発出す 光の玉は敵の接触のみ有効 メイン魔法弾は一部の障害物を通過可 |
| 9  | 現代系          | ジョニー          | ライフル            | 右3    | 前方固定1      | 不可 | 中   | 速   | 初期    | 初期メンバーの１人のライフルを持つ兵士 ある程度の弾速・射程を持ち前方には 4発となる連射攻撃が可能 段差攻撃は出来ないが、連射数が多い為 平地向け攻撃で雑魚・ボス掃討に活躍する |
| 10 |                 | 教授              | ライフル            | 右3    | 左右同時1      | 不可 | 中   | 速   | 1-8     | サングラスをかけた老ライフル使い 基本的な性能はジョニーと同じ サブ攻撃は左右ほぼ同時にライフルを １発撃つ為横方向に4連射攻撃が可能 ジョニーよりもメイン・サブの射程が長く 平地敵向けキャラとしてほぼ最強格 |
| 11 |                 | コウ              | マシンガン          | 右連続 | 前方固定 5発   | 不可 | 中   | 遅   | 2-8     | 無精ひげのアジア系サブマシンガン持ち ジョニー高火力バージョンキャラで ジョニーよりも足が遅く射程も短いが ボタン押しっぱなしで連射可能な マシンガンを発射する 連射数ではジョニーより火力が高い |
| 12 |                 | キッド            | マシンガン          | 右連続 | 左右同時 5発   | 不可 | 中   | 遅   | 3-6     | 咥え煙草で帽子で目を隠すマシンガン持ち 教授高火力バージョンキャラで 教授よりも足が遅く射程も短いが ボタン押しっぱなしで連射可能な マシンガンを発射する 連射数では教授より火力が高い マシンガン自体の射程はメイン・サブ共に コウよりも長い |
| 13 | 未来系          | マッド パピー     | ピストル バズーカ   | 左1    | 前方固定1      | 不可 | 長   | 最遅 | 1-6     | 丸サングラスをかけた肥満体キャラ サブ攻撃は前方固定の画面2/3射程の 攻撃力3の平地向けバズーカ砲を撃つ バズーカ砲はアーケードでは発射間隔固定 他機種だと発射間隔が短縮されている MD版は発射間隔減少により平地系最強に |
| 14 |                 | ジェネラル        | ピストル 火炎放射器 | 左1    | ８方向 連続    | 不可 | 短   | 最遅 | 2-7     | ドイツ軍人風のキャラ サブ武器は平地向け攻撃力12の 連続発射可能な短距離の火炎放射を行う 攻撃力は全コマンド中最強だが速度最低で 活躍の場面はかなり少ない アーケードのインストカードではキャラ名 及びデザインが唯一一致している |
| 15 |                 | ロビー            | ピストル ロケット砲 | 左1    | ８方向1        | 特殊 | 無限 | 最遅 | 2-1     | パワードスーツを纏った未来風のキャラ サブのロケット砲は段差有の場合は高所に 段差無の場合は平地に対して攻撃力5の 高速ロケット砲を全方位向けに1発発射する ロケット砲は射程無限であり高所攻撃や 平地攻撃で圧倒的距離差での攻撃が可能 また爆風も攻撃力有の為複数撃破も可能 ロケット砲は発射後徐々に高度を上げる為 段差有でも至近距離なら平地敵に命中可能 射程無限の未来面敵向け |
| 16 |                 | サイバー          | ピストル ロケット砲 | 左1    | 前方固定 6連装 | 特殊 | 無限 | 最遅 | 2-9 3-4 | サイバースーツを纏う未来風キャラ サブロケット砲は前方固定だが攻撃力5の 爆風有りの弾が6発同時に発射され 扇状に画面上に広がって進んでいく 爆風は面により高所への攻撃力を持つ 近距離攻撃力は高く未来面にて未確保だと 道中突破が困難な場合がある主力キャラ 1Pプレイ時に2人確保可能 他機種版は高所攻撃力が削除されている                                                         |
| 17 | 近世系 （女性） | ハニー            | ピストル 手榴弾     | 左2    | ８方向1        | 可   | 短   | 遅   | 3-9     | 黒いサングラスをかけた金短髪の女性 爆風有り攻撃力3の手榴弾を8方向に 放物線軌道で投げ、壁に密着しても有効 段差攻撃可能だが射程はかなり短く また1人プレイでは最も登場が遅い為 活躍の場面はかなり少ない |
| 18 |                 | ベティ            | ピストル 手榴弾     | 左2    | 前方固定1      | 可   | 短   | 遅   | 初期    | 初期メンバーのパーマ鉢巻茶髪の女性 基本的な性能はハニーと同じ サブ段差攻撃は前方固定となるが メイン・サブの射程はハニーより長い 初期でいる上に放物線段差攻撃により 高所・低所攻撃が可能なため 活躍の場面は意外に多い |
| 19 |                 | バルキリー        | ピストル ブーメラン | 左2    | ８方向 右左1   | 不可 | 中   | 遅   | 1-5     | ブーメランとピストルを交差の長髪女性 サブのブーメランは右左1発ずつ交互に 発射され孤円軌道を描いて戻ってくる ブーメランはキャッチで直ぐ発射可能 孤円軌道を描くため壁後ろの敵に有効で 一部の障害物を通過できる |
| 20 |                 | マム              | ピストル ブーメラン | 左2    | 前方固定 右左1 | 不可 | 中   | 遅   | 2-5 3-7 | ブーメランとピストルを構える髪結女性 基本的な性能はバルキリーと同じ サブブーメランは前方固定となるが メイン・サブ射程はバルキリーより長い 何故か一児の母設定が知られている 1Pプレイ時に2人確保可能 |

なお、ハニー、バルキリー、ロビーなど、サブ武器の方向が固定ではなく発射に時間の掛かるキャラクターの場合、発射方向はボタン押下時のレバー入力ではなく、実際の発射時にキャラクターが向いている方向となる。

## 他機種版
家庭用ゲーム機への移植に際しては、テレビ（モニタ）を縦置きにしてアーケード版と同様の画角で遊ぶことを前提にすることが難しいことから、大半の他機種作品は横画面作品として画面構成を再調整したリメイク版である。一部機種は描画も3DCG化したリメイク作となっている。
移植希望ランキングの上位によく入ることの理由としては、ゲーム性の高さが挙げられている。
| No. | タイトル                                      | 発売日                                           | 対応機種                                                 | 開発元                                | 発売元                             | メディア | 型式                                                                           | 備考                                                          |
| --- | --------------------------------------------- | ------------------------------------------------ | -------------------------------------------------------- | ------------------------------------- | ---------------------------------- | --- | ------------------------------------------------------------------------------ | ------------------------------------------------------------- |
| 1   | ゲイングランド                                | 1991年1月2日 1991年1月3日 1991年 PAL 1991年      | メガドライブ                                             | サンリツ電気                          | セガ レノベーションプロダクツ セガ | 4メガビットロムカセット                                                                                                  | G-4036 49056                                                                   |                                                               |
| 2   | Gain Ground                                   | 1991年1月 PAL 1991年                             | セガ・マスターシステム                                   | サンリツ電気                          | セガ                               | 2メガビットロムカセット                                                                                                  | 7045                                                                           |                                                               |
| 3   | ゲイングランドSX                              | 1992年12月25日                                   | PCエンジンSUPER CD-ROM²                                  | ビッツ・ラボラトリー フィルインカフェ | NECアベニュー                      | CD-ROM | NAPR-1032                                                                      |                                                               |
| 4   | セガエイジス2500シリーズ Vol.9 ゲイングランド | 2004年2月26日                                    | PlayStation 2                                            | 童                                    | スリーディー・エイジス             | CD-ROM | SLPM-62445                                                                     | 3DCGリメイク版                                                |
| 5   | セガエイジス2500シリーズ Vol.9 ゲイングランド | 2005年11月23日                                   | PlayStation 2                                            | 童                                    | セガ                               | CD-ROM | SLPM-62674                                                                     | 発売元をセガに変更した再発売版                                |
| 6   | ゲイングランド                                | 2007年1月30日 2007年2月5日 2007年2月2日          | Wii                                                      | セガ                                  | セガ                               | ダウンロード （バーチャルコンソール）                                                                                    | -                                                                              | メガドライブ版の移植。 日本では2019年1月31日 配信・販売終了。 |
| 7   | ゲイングランド アゲイン                       | 2010年4月26日                                    | FOMA 903i/703iシリーズ以上 （iアプリ）                   | セガ                                  | セガ                               | ダウンロード （★ぷよぷよ! セガ）                                                                                         | -                                                                              | アレンジ移植                                                  |
| 8   | Gain Ground                                   | 2010年6月1日                                     | Windows                                                  | セガ                                  | セガ                               | ダウンロード (Steam) | -                                                                              | メガドライブ版の移植                                          |
| 9   | ゲイングランド アゲイン                       | 2010年8月19日                                    | BREW3.1/4.0対応機種 （EZアプリ）                         | セガ                                  | セガ                               | ダウンロード （★ぷよぷよ！セガ）                                                                                         | -                                                                              | アレンジ移植                                                  |
| 10  | セガエイジス2500シリーズ Vol.9 ゲイングランド | 2013年5月15日                                    | PlayStation 3 PlayStation Portable (PlayStation Network) | セガ                                  | セガ                               | ダウンロード （ゲームアーカイブス）                                                                                      | NPJD-00038                                                                     | PS2互換機能非搭載PS3/PSPで動くようにした ネット配信版         |
| 11  | Sega Genesis Classics                         | 2018年5月29日 Switch 2018年12月7日 2018年12月6日 | Linux macOS PlayStation 4 Xbox One Nintendo Switch       | d3t セガ                              | セガ                               | ダウンロード (Steam、PlayStation Store、 Microsoft Store、 ニンテンドーeショップ) BD-ROM Nintendo Switch専用ゲームカード | PS4: CUSA-10828 CUSA-09771 XBO: INL-SE10663080 Switch: HAC-P-AQGKB HAC-P-AQGKA | メガドライブ版の移植                                          |
| 12  | SEGA AGES ゲイングランド                      | 2018年12月27日 2019年3月28日                     | Nintendo Switch （ニンテンドーeショップ）                | エムツー                              | セガゲームス （当時）              | ダウンロード | -                                                                              | アーケード版の移植                                            |
| 13  | ゲイングランド                                | 2020年12月17日                                   | アストロシティミニ                                       | 瑞起                                  | セガトイズ（発売） セガ（販売）    | プリインストール | -                                                                              | アーケード版の移植                                            |
| 14  | ゲイングランド                                | INT 2022年10月27日                               | メガドライブ ミニ2 SEGA Genesis Mini 2                   | エムツー                              | セガ                               | プリインストール | HAA-2524 MK-16310                                                              | メガドライブ版の移植                                          |

メガドライブ版
サンリツ電気開発。市街地やゲームセンター店内など現代ステージ10面が追加され、全50面。最初から20人揃っている代わりに捕虜が一切配置されないHARDモードがある。一部のキャラクターの武器の射程の差が無くなる、もしくは非常に小さくなっているほか、アーケード版からの解像度低下に合わせた各種バランス調整が施されているが、Switch以前の他機種版と比べると移植の再現度は高い。
Wiiのバーチャルコンソールで2007年1月より2019年1月まで配信された。バーチャルコンソール自体のサービス終了に伴い現在は新規ダウンロード・購入は出来ない。
マスターシステム版
開発はメガドライブ版と同じくサンリツ電気。ゲイングランドシステム中枢部のラウンド5が追加され、全50面。ステージレイアウトとボスキャラは独自の物になっている。メガドライブ版に比べてキャラクターが小さいのと相対してフィールドは広めになっている。キャラクター性能は、主にウェポン2が前方向固定のキャラクターが削られ全方向攻撃型キャラクターに集約され、10種類となっている。また性能は同じだが、1P側が全員男性、2P側が全員女性である。ファイアーナイトに相当するキャラクターがまきびしを使う忍者（2P側はくノ一）になっている。
PCエンジン版
『ゲイングランドSX』（GAIN GROUND SX）というタイトルで、NECアベニューよりPCエンジンSUPER CD-ROM2用で1992年12月25日に発売。アーケード版を基準に移植されているが画面上にスコア表示は無く（残り敵人数や時間の表示はある）、2人同時プレイは不可で1人プレイ専用。BGMはT's MusicによるアレンジBGMがCD-DAで収録され、SEもサンプリング化されリアルな音声になった。『SX』はスクロール・エクストラの頭文字である。
アーケード版との最大の相違点は、固定画面からプレイヤーキャラの移動で2～3画面分上下に任意スクロールする横画面仕様に変更されたこと。そのためフィールド全体を一度に見渡せず、プレイ中にポーズをかけてゲームを停止し、十字キーの上下でマップ全体を任意に確認できる仕様がある。これらスクロール仕様に合わせてゲームバランスも難易度を下げるなど調整が施されている。
PlayStation 2版『セガエイジス2500シリーズVol.9 ゲイングランド』
描画は3Dポリゴンで行われ視点もやや斜め上からの俯瞰となっている。アーケード版の完全移植を謳ったモードもあるが、再現度はそれほど高くない。難易度は概ねアーケード版よりも高い。
2013年5月15日にはPS2アーカイブスとしてPlayStation 3のPlayStation Storeでも配信開始。
携帯アプリ版
『ゲイングランド アゲイン』というタイトルでリメイクされ、 iモード用のゲームアプリとして2010年4月26日より配信された。対応機種はFOMA 903i/703iシリーズ以上。縦画面だが、解像度などの兼ね合いで、画面構成はアーケード版とは異なる。グラフィックのリファインだけでなく、出撃時に3人のキャラを選ぶ「チームシステム」、本編クリア後に出現の「ゲイナーモード」での全国ランキングに対応、ゲーム中に取った行動でエンブレム獲得などの実績要素など、時代に合わせた新要素も加えられている。また8月19日からはEZアプリ対応ゲームアプリとしても配信された。
Nintendo Switch版（SEGA AGES）
2018年～2020年にセガゲームス（当時）が展開したSwitch版SEGA AGESシリーズの1作としてリリース。家庭用では初となる、アーケード版の仕様をほぼ再現した移植版である。画面表示を左または右に90度回転し、縦画面でプレイする事が可能。いずれの向きでも画面長辺方向の端が余るため、ゲーム映像はいわゆる「ピラーボックス」状態となる。
ネットワークランキングに対応。メガドライブ版のHARDモードに相当する「フルメンバーモード」が実装されている。また、オリジナルモードでは、ミスしても3秒ほど前からプレイをやり直せる「ヘルパー」機能が付いた。このほか、いわゆる「どこでもセーブ」（ステートセーブ）も可能。
日本で稼働したバージョン（以下：日本版）に加え、海外版も国内家庭用ゲーム機に初めて移植された。この「海外版」を選択した場合は、コントローラーが3つあれば3人同時プレイが可能となる。一方で、「海外版」には「フルメンバーモード」が実装されなかった。「SEGA AGES」にスーパーバイザーとして参加した奥成洋輔はその理由について、コレクターから借りた海外版『ゲイングランド』のROMにはプロテクトを解除するのに時間がかかってしまい、フルメンバーモードを入れる時間がなかったとGAME Watchとのインタビューの中で説明している。
アストロシティミニ版
国内稼働バージョンがプリインストール収録された。別売の専用コントローラーを使えば、最大2P同時プレイ可能。ゲーム映像の仕様は概ねSwitch版に準拠している。ただし、本体と一体化したディスプレイは物理的に縦にしても縦画面をフル表示出来ず、必ずピラーボックス状態となる。
本体の機能としてステートセーブ機能に対応しているほか、マスターメニュー画面の「BGMモード」を選択すると、ゲームプレイ時の楽曲を独立して聴く事が出来る。

## 開発
本作の制作者は『忍者プリンセス』（1984年）の制作に携わった後、スポーツゲームを数作作成している間に『ゲイングランド』のアイデアを温めていた。本作の登場人物のうち、ジョニーのプレイヤーの攻撃システムは『忍者プリンセス』のプレイヤーキャラクター・くるみ姫と共通する。（八方向手裏剣及び前方固定手裏剣・但し前方固定手裏剣も連射可能）
日本国外では、『ガントレット』（1985年、アタリ）をはじめとする多人数プレイが人気を集めており、本作のゲームデザインも『ガントレット』をモチーフとしている。
ただし、リード・プログラマーのMINA&MANAこと大岡良樹はセガの公式インタビューの中で、最初は開発チームのそばに『ガントレット』の筐体を置いていたものの、開発早々ゲーム性の違いが判明してすぐに撤去したと話している。具体的な違いとしては、『ガントレット』がアクションゲームであるのに対し、本作はシューティングゲームであることなどが挙げられる。
また、企画の段階では、『ファンタジーゾーン』（1986年）のショップ機能を参考に、敵を倒したお金でコマンドを売買できる「傭兵さんコーナー」というシステムも検討されていた。しかし、作品の趣旨から逸れてしまうことから採用は見送られ、新しいキャラクターが途中から加わる方式に変更された。
プレイヤー間のコマンド交換機能は開発時の必要性から、途中で付け加えられた。
本作の開発にあたっては、『カルテット』をもとにした海外向けの3人プレイ用筐体が用いられた。だが、最終的には、日本のゲームセンターの状況を踏まえ、2人同時プレイ仕様のテーブル筐体が作られた。
本作は、3人同時プレイ可能な筐体込みで販売されていたものの、国内では基板のみの販売が主のため、この仕様のものはほとんど出回っていない。2人同時プレイ仕様の基板でも中央下段の表示スペースが1/3空いているところや、捕虜が赤、青以外にも黄に点滅しているのは、3人同時プレイ仕様の名残である。

### セッティング
敵のセッティングは、まず企画担当者が作成した設定をもとに、大岡がプログラムに置き換えて戦略の調整や再設定を行った後、企画監修者が通しプレイをして、その時に得られた意見をもとに難易度や戦略を調整する形で行われた。なお本作の企画担当者はのちに、『ばくばくアニマル』を製作している。

## スタッフ
アーケード版
- プロジェクト・コーディネーター：マック・オースティン
- オリジナル・デザイン：マック・オースティン
  - マック・オースティンはアーケードのインストカードでゲイングランド・システムとは何かの説明を署名して記載している。
- 企画：ヤン・ワット
- リード・プログラマー：MINA&MANA（大岡良樹）
- プログラマー： Kuribho!!
- グラフィック・アーティスト：Bee3、Sea‑Gup、マックス・ネルソン
- イラストレーター：EIRO
- 音楽：DOLPHIN（高田陽）、Q-CHAN（林克洋）
- サウンド・エフェクト：Q-CHAN（林克洋）

メガドライブ版
- プログラマー：おかべなおき
- プランナー：T.KATOH
- デザイナー：KAN CHAN（こうやまかなこ）
- サウンド：SZK

セガ・マスターシステム版
- オリジナル・プランナー：マック・オースティン、ヤン・ワット
- プランナー：KOU
- デザイン：KOU
- プログラム：YONE（よねだひろひこ）、O.B、KOU
- サウンド：TARNYA（鎌谷千佳子）
- スペシャル・サンクス：T.KATOH、MIYA、T.ASANO、NONCHAN、T.HAGIWARA

PCエンジン版
- エグゼクティブ・プロデューサー：石原幸男
- プロデューサー：多部田俊雄
- ディレクター：宮崎暁、MAX.INDE（いんでまさし）、K.SAITOU
- プログラマー：K.KUGE
- サポート：MASAS（清水真佐志）
- サウンド・コンポーザー：T'sミュージック
- グラフィック・デザイナー：MAT.KAKISISU、YAX.TAKAHARA（高原保法）、NAMA.NINNIN、仲田賢一、MOMO、フィルインカフェ、MAX.INDE（いんでまさし）
- スペシャル・サンクス：H.NAKAMURA、TORUNEKO、宮崎暁、J.M.KIM、SONY.KIM、めすだひでき、小松田裕一、桑原剛

## 反響
大岡良樹がセガの公式インタビューの中で語ったところによると、本作は筐体のインストラクションカードだけを見て面白さが伝わるような作品ではなかったため、当初は売り上げがいまいちだったが、ライターの見城こうじが『マイコンBASICマガジン』で取り上げたことがきっかけで売れ始めたとされている。

## 評価
アーケード版
- ゲーム誌『ゲーメスト』の企画「第3回ゲーメスト大賞」（1989年度）において、大賞5位を獲得、その他にベストアクション賞で8位、プレイヤー人気で8位、年間ヒットゲームで12位、編集部特別賞を獲得した。

- 1991年にそれまで発売されていたアーケードゲーム全てを対象に行われたゲーメスト読者の人気投票によるゲーメストムック『ザ・ベストゲーム』では28位を獲得した。同誌では本作を「思考の限界に挑戦するアクションゲーム」と位置付けており、全20人のキャラクターの使い分けと面構成に関して「計り知れない奥深さを生み出している」と絶賛した。また本作がマニアから社会人まで幅広く受け入れられている事や高い人気やインカムを維持した事は本作の完成度の高さを表していると総括した。

- 1998年にそれまで発売されていたアーケードゲーム全てを対象に行われたゲーメスト読者の人気投票によるゲーメストムック『ザ・ベストゲーム2』では、『名作・秀作・天才的タイトル』と認定された「ザ・ベストゲーム」に選定された。同書では面クリアの方法が敵の全滅以外に全プレイヤーキャラクターを出口から脱出させる事の2通りあった事が当時としては珍しかったと指摘、その他に20種類いるキャラクターの特性の理解と全40面のステージにそれぞれのキャラクターをどう駆使していくかが重要だった事を指摘した。また本作の難易度は高いが慣れる事で比較的容易にクリアが可能な事を指摘した上で、当時サラリーマンを中心にヒットした事を述べ、稼働開始から1年以上も設置してある店が珍しくなかった事に関して「それだけ客を引きつける魅力があった」と称賛した。

メガドライブ版
- ゲーム誌『ファミコン通信』の「クロスレビュー」では、6・7・7・7の合計27点（満40点）となっており、レビュアーの意見としては、「いわゆる昔風ゲームなんだけど、ヘンな新しさはある」などと評されている。

- ゲーム誌『メガドライブFAN』の読者投票による「ゲーム通信簿」での評価は以下の通りとなっており、21.17点（満30点）となっている。

| 項目 | キャラクタ | 音楽 | 操作性 | 熱中度 | お買得度 | オリジナリティ | 総合  |
| 得点 | 3.73       | 3.22 | 3.20   | 3.70   | 3.46     | 3.86           | 21.17 |
PCエンジン版
ゲーム誌『ファミコン通信』の「クロスレビュー」では5・4・5・5の合計19点（満40点）、、『月刊PCエンジン』では75・85・70・60・75の平均73点（満100点）、『電撃PCエンジン』では50・45・65・50の平均52.5点（満100点）、『マル勝PCエンジン』では7・6・8・6の合計27点（満40点）、『PC Engine FAN』の読者投票による「ゲーム通信簿」での評価は以下の通りとなっており、21.28点（満30点）となっている。また、この得点はPCエンジン全ソフトの中で217位（485本中、1993年時点）となっている。
| 項目 | キャラクタ | 音楽 | 操作性 | 熱中度 | お買得度 | オリジナリティ | 総合  |
| 得点 | 3.57       | 3.71 | 3.14   | 3.57   | 3.43     | 3.86           | 21.28 |

## 関連作品
- クラックダウン

本作と同じくシステム24で同時期に稼働していたアーケードゲーム。キャラクターが小さく、広い画面で状況を把握しての戦略的なゲーム展開など類似部分も多い。後にサイトロンG.S.M.1500シリーズで発売されたサントラでは、本作とのカップリング収録で発売された。
- ウエストワールド

"デロス" と名づけられた未来のレジャーランドで起きたロボットの叛乱を描くSF映画。
- PROJECT X ZONE

BGM、および世界観のみ参戦。キャラクターの参戦がないため、公式サイトには本作が参戦していることは記されていない。早期購入特典付属のサウンドトラックには、作中で使用された本作のアレンジBGMが収録されている。